# Дмитрієв Андрій Володимирович
Андрій Володимирович Дмитрієв (нар. 12 травня 1981, Мінськ) — білоруський політик, громадський діяч, політолог.
Закінчив Європейський гуманітарний університет, політолог. Служив в армії. Володіє білоруською мовою і англійською мовами. Послуговується білоруською мовою під час проведення передвиборчої кампанії.
З вересня 2019 року співголова Республіканського громадського об’єднання «Говори правду». Він балотувався в Палату представників Національних зборів Республіки Білорусь сьомого скликання.
Кандидат на президентські вибори в Білорусі 2020 року. У випадку перемоги мав намір сформувати перехідний уряд з альтернативними кандидатами та провести нові вибори протягом року. У розмові з редактором Єврорадіо Змітром Лукашуком заявив, що за умови чесних виборів, будь-який кандидат зможе перемогти Лукашенка.
Затриманий 12 серпня 2021 року, відпущений у той самий день під підписку про нерозголошення. В січні 2023 року Дмитрієва знову затримано за підозрою у «організації дій, що грубо порушують громадський порядок» у серпні-вересні 2020 року. 6 квітня 2023 року суд у Мінську засудив Андрія Дмитрієва до 1,5 років колонії.